# Olšany (Vyškovi járás)
Olšany település Csehországban, Vyškovi járásban. Olšany Rousínov, Račice-Pístovice, Habrovany, Nemojany, Hostěnice és Pozořice településekkel határos. Lakosainak száma 647 fő (2024. január 1.).

## Népesség
A település lakosságának változását az alábbi diagram mutatja:
| Lakosok száma | 410  | 485  | 553  | 467  | 442  | 437  | 579  | 593  | 628  | 647  |
|               | 1869 | 1890 | 1921 | 1950 | 1980 | 2001 | 2017 | 2019 | 2022 | 2024 |